# Slippy Toad
Slippy Toad (スリッピー・トード Surippī Tōdo?), es un personaje de ficción de la saga de videojuegos de Star Fox, su apariencia es la de un sapo antropomórfico. 
Es hijo de Beltino Toad y amigo de Fox McCloud desde la infancia, su rol es ser el mecánico del equipo Star Fox por lo que se encarga de casi todos los avances tecnológicos que tiene el grupo, también se desempeña como piloto de Arwing (aunque en este aspecto es el menos hábil del equipo) y su habilidad manejando el Landmaster es óptima. En Star Fox 64 su código de color es verde.

## Historia
Slippy es el miembro más inexperto en materia de pilotaje en el equipo Star Fox pero es un hábil mecánico, Slippy construyó el Landmaster (tanque del equipo Star Fox) y, con ayuda de su padre Beltino, construyó también el Blue Marine (submarino del equipo Star Fox).
Durante la guerra contra Andross, el General Pepper convocaría al equipo Star Fox para detener la invasión que Corneria estaba sufriendo por parte de la armada de Venom, el equipo acudiría para ayudar; al igual que los demás miembros del equipo Slippy colaboraría como piloto, además el podía analizar el estado de los enemigos permitiendo observar cuanto faltaba para derrotarlos.
Cuando el equipo Star Fox atravesaba por el Sector X tuvieron que enfrentar al "arma secreta" de Andross, el robot Spyborg, durante esta pelea Spyborg atacaría la nave de Slippy enviándola volando hasta Titania antes de ser destruido, una vez que el equipo Star Fox derrotó a Spyborg, Fox tuvo que dirigrse a Titania para salvar a Slippy, allí lo encontraría como prisionero de Goras y luego de otro enfrentamiento Fox lograría rescatarlo; con Slippy a salvo, el equipo en pleno encaminaría a Bolse, poco tiempo después el equipo enfrentaría finalmente a Andross derrotándolo y salvando el Sistema Lylat.
Con la paz en el Sistema Lylat, el equipo Star Fox no era requerido, Falco abandonó el grupo con rumbo desconocido, Peppy dejó sus labores de piloto debido a su avanzada edad y Slippy se dedicó al mantenimiento de la nave (además de trabajar durante un breve período para "Cornerian Weapons R&D" donde inventó muchos vehículos, armas y objetos para las fuerzas de defensa de Corneria), es en estas circunstancias en que surgiría la amenaza de Sauria la cual estaba a punto de explotar poniendo en riesgo Corneria, el equipo Star Fox era llamado para poner solución a este problema y Fox fue enviado al planeta para resolver la situación; el cargo de Slippy en esta misión era desarrollar diversos artefactos (tales como el traductor del "lenguaje dinosaurio" o un juego de binoculares) para ayudar a Fox en su travesía por Sauria. Cuando hubo pasado la amenaza de Sauria, el dinero que recibieron como recompensa les sirvió para reparar el Great Fox, Falco volvió al equipo y ahora se les uniría Krystal (a quien conocieron en Sauria).
Tiempo después, los aparoides aparecerían y el equipo Star Fox sería requerido una vez más por el General Pepper, Slippy retomaría su rol de piloto ayudando al equipo (mantuvo además su habilidad para analizar el estado de los enemigos), cuando el equipo Star Fox acudió a Sargasso buscando a Pigma, Slippy tiene que cubrir a Fox dentro de la guarida de los criminales demostrando que es hábil en los combates en tierra; es también durante la amenaza aparoide que Slippy demuestra haber madurado y demuestra también ser muy inteligente ya que es el primero en notar el engaño que la Reina Aparoide pretendía efectuar usando las voces de los amigos del equipo Star Fox.
En Star Fox Command, Slippy abandonó el equipo y encontró el amor en una chica llamada Amanda, y están próximos a casarse.

## Apariciones
Las apariciones de Slippy fueron en los siguientes juegos:
- Star Fox - (Super Nintendo, 1993)
- Star Fox 2 - (Super Nintendo, 1995)
- Star Fox 64 - (Nintendo 64, 1997)
- Super Smash Bros. Melee (cameo) - (GameCube, 2001)
- Star Fox Adventures - (GameCube, 2002)
- Star Fox: Assault - (GameCube, 2005)
- Star Fox Command - (Nintendo DS, 2006)
- Super Smash Bros. Brawl (cameo) - (Wii, 2008)
- Star Fox 64 3D - (Nintendo 3DS, 2011)